# Godzilla vs. Kong
Godzilla vs. Kong je americký film z roku 2021 režiséra Adama Wingarda. Jde o čtvrtý film série MonsterVerse.

## Děj
Film navazuje na předchozí díl Godzilla II Král monster, ve kterém Godzilla porazila King Ghidoraha a stala se alfou monster.
Godzilla ve filmu zaútočí na zařízení společnosti Apex. Generální ředitel společnosti, Walter Simmons, pověří vyšetřováním útoku Nathana Linda. Lind měl provést průzkum Dutozemě, původní domoviny monster, Lind se však bál antigravitace, která člověka cestou do Dutozemě zabije (při výpravě do Dutozemě zahynul Lindův bratr). Walter Linda uklidní, že společnost vlastní zařízení na ochranu před antigravitací a Lind s výpravy souhlasí.
Lind a členové vyslaní Apex seženou Konga, kterým se nechají vést k základně na Antarktidě.
Mezitím se do vyšetřování útoku zapojí zaměstnanec společnosti Bernie Hayes, který najde pod sídlem v Hong Kongu ukrytý test Mecha Godzilly. Mezitím tým v Dutozemi najde zdroj energie a vrací se zpět. Godzilla najde i sídlo v Hong Kongu a začne se radioaktivní silou dostávat dovnitř. Dojde k souboji mezi Godzillou a Kongem, který vyhraje Godzilla.
Ernie s Madison a Joshem[ujasnit] jsou zatčeni a předvedeni před Waltera. Walter rozkáže aktivovat Mecha Godzillu. Mecha Godzilla, napojená na hlavu King Ghidoraha, se stane jím posedlá a Waltera zabije. Poté porazí Konga i Godzillu, kteří se poté musí spojit a Mecha Godzillu zabijí, následně se rozejdou.

## Obsazení
| Alexander Skarsgård   | Nathan Lind          |
| Millie Bobby Brownová | Madison Russell      |
| Rebecca Hallová       | Dr. Ilene Andrewsová |
| Brian Tyree Henry     | Bernie Hayes         |
| Shun Oguri            | Ren Serizawa         |
| Eiza González         | Maia Simmons         |
| Julian Dennison       | Josh Valentine       |
| Lance Reddick         | Guillerman           |
| Kyle Chandler         | Mark Russell         |
| Demián Bichir         | Walter Simmons       |
| Kaylee Hottleová      | Jia                  |

A další

## Přijetí
Film získal obecně pozitivní recenze od kritiků. Pozitivně byly hodnoceny efekty a akční scény. Negativně byly hodnoceny postavy ve filmu.
Film utržil 470 milionů dolarů a stal se osmým komerčně nejúspěšnějším filmem roku 2021.

### Ocenění
Film byl jmenován na několik ocenění, vyhrál Saturn Awards za speciální/vizuální efekty, cenu Čínského festivalu amerických filmů za nejoblíbenější americký film v Číně a Weta Digital pro hraný film – VFX na Australském festivalu efektů a animace. Skončil druhý v MPC Film pro hraný film – sekvence na Australském festivalu efektů a animace.

## Pokračování
V březnu roku 2024 vyšlo pokračování Godzilla x Kong: Nové imperium.